# Cercomantispa condei
Cercomantispa condei är en insektsart som beskrevs av Poivre 1982. Cercomantispa condei ingår i släktet Cercomantispa och familjen fångsländor. Inga underarter finns listade i Catalogue of Life.